# Attila Dorn

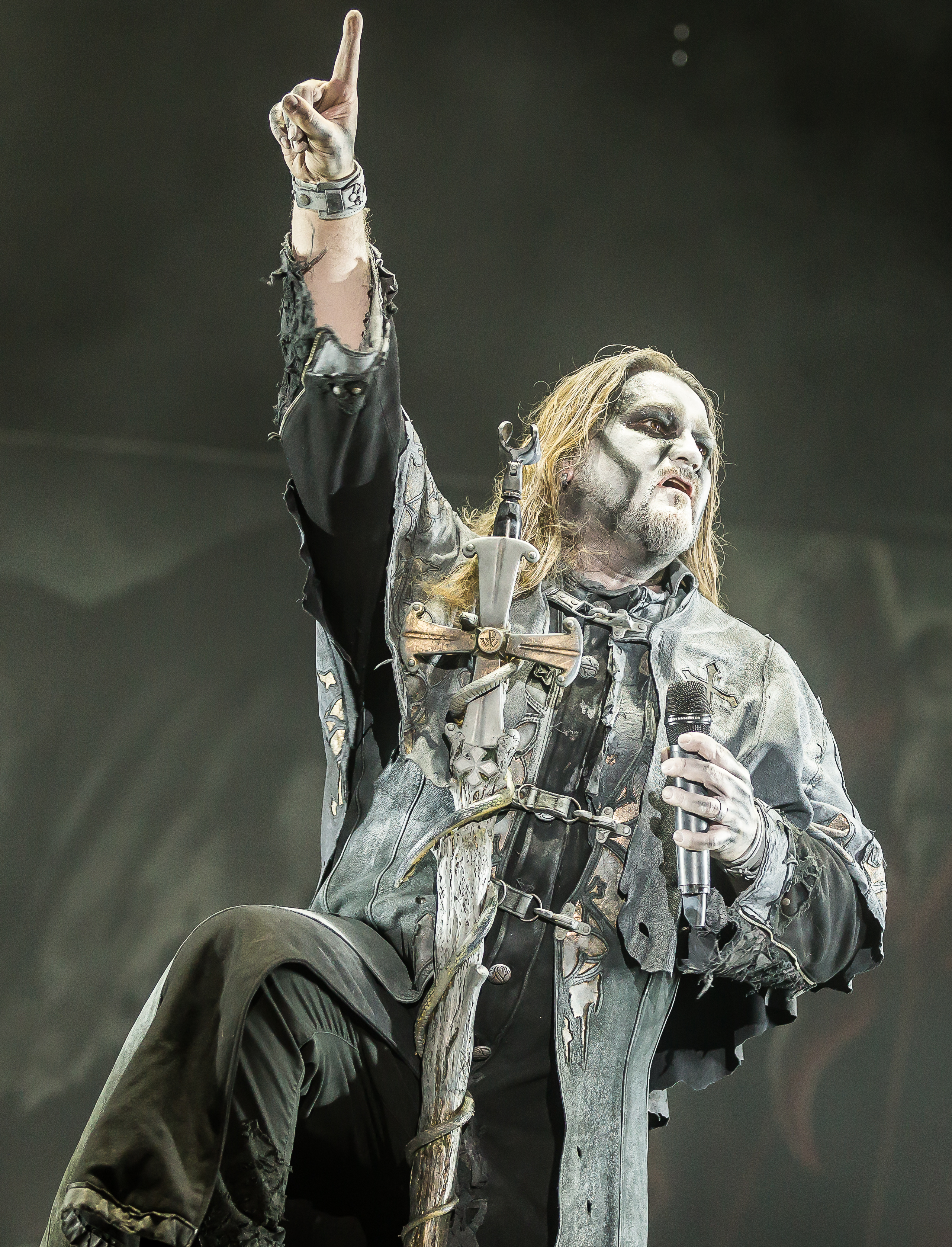
Brill als Attila Dorn (2018)

Karsten Brill (* 27. Oktober 1970 in Bous) ist ein deutscher Sänger. Er verkörpert als Frontmann und Sänger der Power-Metal-Band Powerwolf die Figur Attila Dorn.

## Karriere

### Musikalische Anfänge
Im Jahr 1991 gründete Karsten Brill zusammen mit Derek Butsch (Schlagzeug), Markus Görg (Bass und Backing Vocals), Thorsten Neu (Lead Guitar) und Stefan Reile (Guitar) die Band Dragon’s Tongue, eine der ersten Grunge-Bands im Saarland. Sie erspielte sich schnell einen guten Ruf. Stefan Reile verließ die Band wieder recht früh, worauf man beschloss zu viert weiterzumachen. Es entstanden Veröffentlichungen im kleineren Rahmen, wie das Demo Tape Fake (1994) oder später die Alben Love but Lies (1996) und Bored Beyond Belief (1996). Nach dem Ausstieg von Markus Görg übernahm Florian Penner den Bass. Die Band änderte 1997 ihren Namen in Meskalin und brachte im selben Jahr noch die gleichnamige EP mit drei Songs heraus. Nach dem Tod von Derek Butsch im Jahr 1998 wurde Meskalin trotz vieler Bemühungen in Richtung neuer Bandbesetzung jedoch aufgelöst. Brill kam 1999 zu Red Aim und ersetzte Pascal Flach, wobei er den Künstlernamen Dr. Don Rogers verwendete.

### Powerwolf

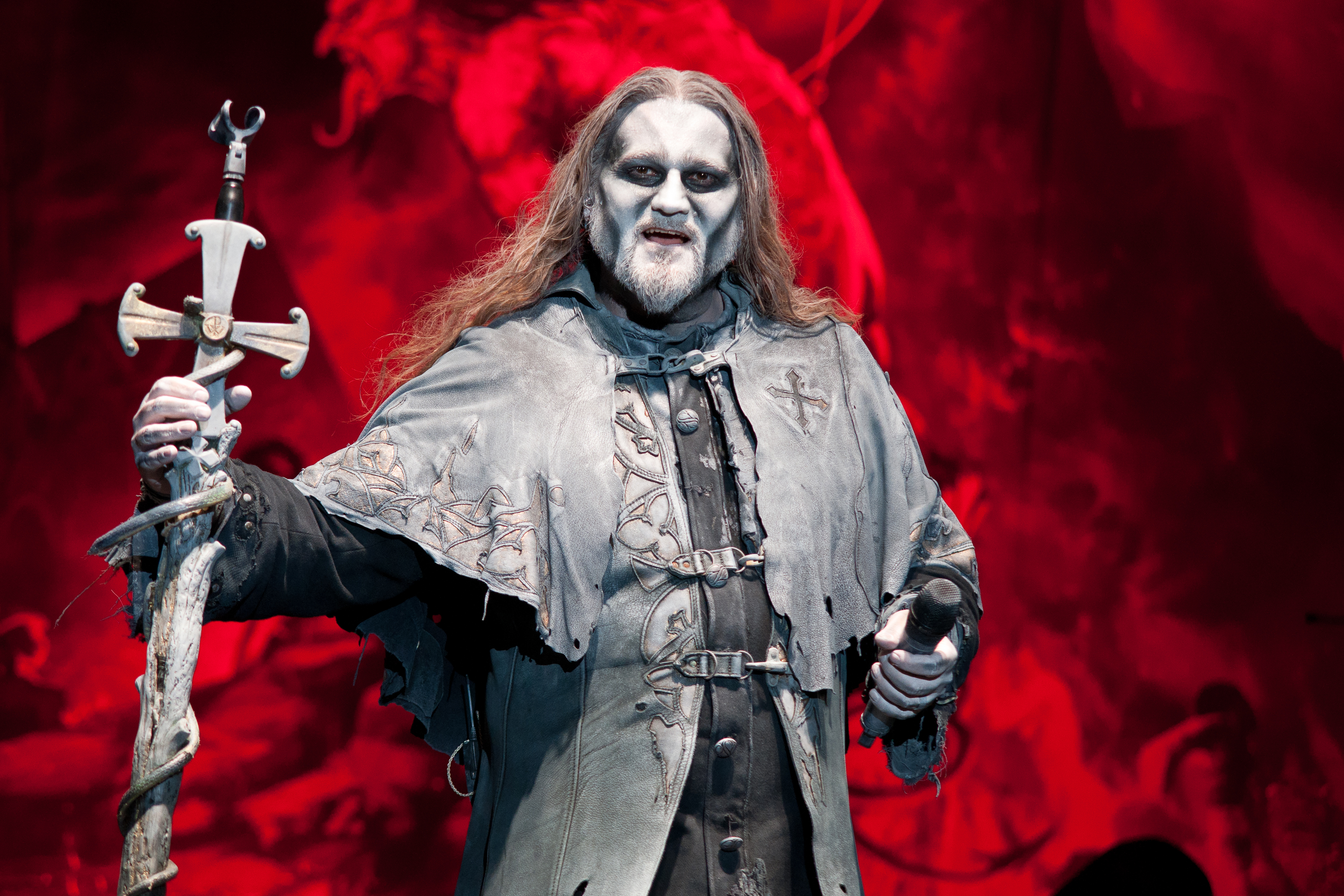
Brill als Attila Dorn

Brill kam 2003 zusammen mit anderen Red-Aim-Mitgliedern zu Powerwolf. Ähnlich wie andere Bandmitglieder entschied er sich, ein Pseudonym zu verwenden. Brill nannte sich Attila Dorn und ersann eine Hintergrundgeschichte zu der Figur. Demnach ist Attila Dorn halb rumänisch halb ungarisch. Charles und Matthew Greywolf trafen ihn in einem Pub in Sighişoara in ihren Ferien in Rumänien und luden ihn ein, sich ihrer Band anzuschließen. Bald danach zog Dorn demzufolge in die Heimatstadt von Powerwolf, Saarbrücken, und wurde Frontmann der Band.
Die erdachte Hintergrundgeschichte Brills als rumänischstämmiger gelernter Opernsänger wurde selbst von Leitmedien wie der Frankfurter Allgemeinen noch 2015 als Tatsache wiedergegeben. Matthew Greywolf hatte allerdings bereits 2013 in einem Interview im Magazin Rock Hard bestätigt, dass Dorn nicht rumänischer Abstammung ist. Die Neue Osnabrücker Zeitung verglich den grau geschminkt auftretenden Brill mit Graf Dracula, die Hannoversche Allgemeine mit einer „Mischung aus Mönch und Kreuzritter“ und Die Welt bezeichnete sein Erscheinungsbild als eine Mixtur „aus Hunnenkönig und orthodoxem Priester“.

## Diskografie

### Powerwolf
- 2005: Return in Bloodred
- 2007: Lupus Dei
- 2009: Bible of the Beast
- 2011: Blood of the Saints
- 2013: Preachers of the Night
- 2015: Blessed & Possessed
- 2018: The Sacrament of Sin
- 2019: Metallum Nostrum
- 2020: Best of the Blessed
- 2021: Call of the Wild
- 2023: Interludium
- 2024: Wake Up the Wicked

### Red Aim
- 1999: Call Me Tiger
- 2000: The Aprilfuckers EP
- 2001: Saartanic Cluttydogs
- 2002: Flesh for Fantasy
- 2003: Niagara

### Meskalin
- 1997: Meskalin

### Dragon’s Tongue
- 1994: Fake
- 1996: Love but Lies
- 1996: Bored Beyond Belief